# Ga Gangbyeon
Ga Gangbyeon (Bến xe buýt Dongseoul) (Tiếng Hàn: 강변(동서울터미널)역, Hanja: 江邊(東서울터미널)驛) là ga tàu điện ngầm trên Tàu điện ngầm Seoul tuyến 2 nằm ở Guui 3-dong, Gwangjin-gu, Seoul. Tên của nhà ga này có nghĩa là "bờ sông", gắn liền với sông Hán.

## Lịch sử
- 28 tháng 5 năm 1980: Tên ga được quyết định là Ga Gangbyeon[2]
- 31 tháng 10 năm 1980: Hoạt động kinh doanh bắt đầu với việc khai trương Tàu điện ngầm Seoul tuyến 2 đoạn Sinseol-dong ~ Khu liên hợp thể thao
- 6 tháng 6 năm 2006: Lắp đặt cửa chắn sân ga kiểu lan can

## Bố trí ga
| Guui ↑        |
| \| Vòng ngoài |
| ↓ Jamsillaru  |

| Vòng ngoài | ●Tuyến 2 | ← Hướng đi Đại học Konkuk · Seongsu · Wangsimni · Tòa thị chính |
| Vòng trong | ●Tuyến 2 | → Hướng đi Jamsil · Samseong · Gangnam →                        |

## Xung quanh nhà ga
- Gangbyeonbuk-ro (Hướng đi Ilsan)
- Riverside Techno Mart
  - Lotte Mart Chi nhánh Gangbyeon
  - CGV Gangbyeon
- Trường tiểu học Seoul Gunam
- Bến xe buýt Dongseoul
- Trường Gwangjin Seoul
- Olympic-daero
- Cầu đường sắt Jamsil
- Trạm dừng xe buýt gần Ga Gangbyeon (A, B, C, D)

## Hình ảnh

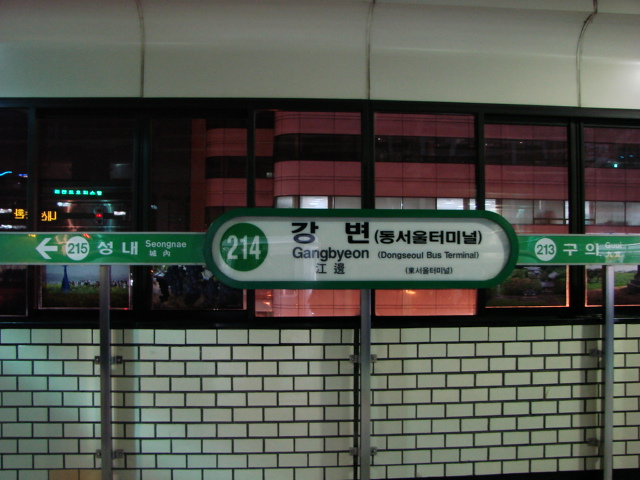
Biển tên ga (trước khi thay thế)
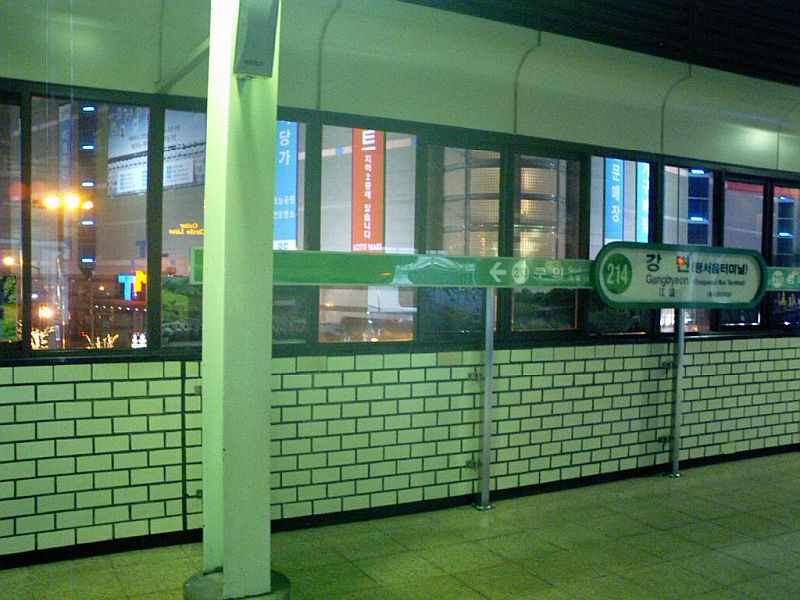